# Cachen
Cachen é uma comuna francesa na região administrativa da Nova Aquitânia, no departamento Landes. Estende-se por uma área de 35,17 km². Em 2010 a comuna tinha 238 habitantes (densidade: 6,8 hab./km²).